# Pablo Santos
Pablo Santos (* 9. Januar 1987 in Monterrey, Mexiko; † 15. September 2006 in der Nähe von Toluca) war ein mexikanischer Schauspieler und Produzent.

## Biografie
Pablos Santos zog im Alter von 12 Jahren zusammen mit seiner Familie nach Los Angeles und begann dort wenig später seine Karriere als Schauspieler. Nach ersten kurzen Auftritten im Fernsehen bekam er 2002 eine Hauptrolle in der Sitcom Greetings from Tucson. Bereits im Jahr 2004 folgte die erste Hauptrolle in dem Spielfilm Party Animalz.
Santos, der Mitglied von Scientology war, starb im September 2006 im Alter von 19 Jahren nach einem Absturz einer Piper PA-46.

## Filmografie
- 2000: Resurrection Blvd. (Fernsehserie, eine Folge)
- 2001: La llorona del río (Kurzfilm)
- 2001: Alias – Die Agentin (Alias, Fernsehserie, Folge 1/5 „Doppelganger“)
- 2002: American Family Journey of Dreams (Fernsehserie, 2 Folgen)
- 2002: Cojones (Kurzfilm)
- 2002–2003: Greetings from Tucson (Fernsehserie, 22 Folgen)
- 2002: Law & Order: Special Victims Unit (Fernsehserie, Folge „Angels“)
- 2002: Jeremiah – Krieger des Donners (Jeremiah, Fernsehserie, Folge „Red Kiss“)
- 2002: The Shield – Gesetz der Gewalt (The Shield, Fernsehserie, Folge „Our Gang“)
- 2003: Boston Public (Fernsehserie, Folge „Chapter Sixty Seven“)
- 2003: Die Prouds (The Proud Family, Fernsehserie, eine Folge)
- 2004: Party Animalz
- 2005: Shackles – Hölle hinter Gittern (Shackles)
- 2006: Sea of Dreams
- 2006: Gettin’ Some Jail Time (Kurzfilm)
- 2006: Walkout – Aufstand in L.A. (Walkout, Fernsehfilm)